# Michel-Aloys Ney
 (juillet 2015).
Si vous disposez d'ouvrages ou d'articles de référence ou si vous connaissez des sites web de qualité traitant du thème abordé ici, merci de compléter l'article en donnant les références utiles à sa vérifiabilité et en les liant à la section « Notes et références ».
Pour les articles homonymes, voir Ney.
Michel-Aloys Ney, 3e duc d'Elchingen, né le 3 mai 1835 à Paris et mort le 23 février 1881 à Fontenay-aux-Roses, est un général français.

## Famille
Michel-Aloys est le fils de Michel Louis Félix Ney, 2e duc d'Elchingen, et de Marie-Joséphine Souham. Il est le petit-fils du maréchal Ney et du général Joseph Souham.
Il épouse le 9 août 1866 à Rocquencourt, Paule Heine-Furtado (Paris, 28 octobre 1847 - Bellagio, 19 septembre 1903), fille de Cécile Furtado-Heine.
Le couple a sept enfants, deux fils et cinq filles, dont : 
- Micaëla Ney (Rocquencourt, 28 août 1867 - Paris, 11 février 1960) qui épouse à Paris le 8 mai 1884, le prince Joachim Napoléon Murat (1856-1932), dont descendance.
- Marguerite Louise Ney (27 septembre 1868 - 21 juin 1880).
- Léon Napoléon Louis Michel Ney, 4e prince de la Moskowa (Paris, 11 janvier 1870 - Paris, 21 octobre 1928), marié à Rome civ. le 15 novembre 1898 avec Eugénie Laetitia Barbe Caroline Lucienne Marie Jeanne, princesse Bonaparte (Grotta Ferrata, 6 septembre 1872 - Paris, 1er juillet 1949), sans descendance.
- Rose Blanche Mathilde Ney (Rocquencourt, 2 octobre 1871 - Rome, 18 mars 1939), mariée à Paris le 14 novembre 1905 avec Ottavio Lanza-Branciforte (Palerme, 20 novembre 1863 - Rome, 8 juin 1938), 13e prince de Trabia, 11e prince de Santostefano, 17e prince de Butera, 13e prince de Scolia, 12e duc de Camastra, 12e duc de San Lucia et de Branciforte et 1e duc de Lanza, Grand d'Espagne de 1ère classe, sénateur d'Italie. Rose Ney fut connue après son mariage comme duchesse de Camastra : elle tint à Paris un salon renommé où se rencontraient écrivains, artistes et hommes politiques ; bibliophile, elle constitua une remarquable bibliothèque (avec beaucoup d'ouvrages reliés à ses armes) qui fut mise en vente à Drouot par les commissaires-priseurs Ader et Giraud-Badin du 11 au 13 février 1936[réf. nécessaire]. Elle n'eut pas de postérité.
- Charles Aloys Jean Gabriel Ney, 4e duc d'Elchingen, 5e prince de la Moskowa (Paris, 3 décembre 1873 - Genève, 22 octobre 1933), marié en premières noces à Paris le 14 janvier 1902 avec Germaine Roussel (Neuilly, 17 août 1873 - Paris, 22 mai 1930), puis, marié en secondes noces, à Nice, le 10 juillet 1930 avec Denise Bienvenu (Mazière-en-Touraine, 16 janvier 1885 - Paris, 21 août 1973), dont : 
  - Michel Georges Napoléon Ney, 6e prince de la Moskowa, 5e duc d'Elchingen, dernier du titre (Paris, 31 octobre 1905 - Paris, 19 décembre 1969), marié en premières noces à Paris le 25 février 1931 avec Hélène Jeanne Marie La Caze (St-Pierre-du-Perray, 23 septembre 1910 - Lescar, 11 décembre 2007 ; puis marié en deuxièmes noces à Paris le 25 mai 1939 avec Francine Paule Hermengaude Tollon (Marseille, 8 mars 1915 - 2010) ; et marié en troisièmes noces à Saint-Vaast-en-Auge le 18 août 1961 avec Louisa Kónyi (Fünfkirchen, 8 avril 1912 - Nyons, 7 juillet 1994), dont : 
    - Laetitia Germaine Marie Agnès Ney (Fontainebleau, 6 mai 1940 - Créteil, 10 février 2005), mariée en premières noces à Longnes le 3 juillet 1965 avec Alain Jouffroy ; puis mariée en secondes noces à Paris le 10 octobre 1975 avec Antoni Taulé.
- Violette Jacqueline Charlotte Ney (Rocquencourt, 9 septembre 1878 - Paris, 19 juillet 1936), mariée à Nice civ. le 25 avril 1899 avec Eugène Louis Michel Joachim Napoléon, prince Murat (Brévannes, 10 janvier 1875 - Mitterteich, 26 juillet 1906), dont trois enfants, Pierre (1900-1948), Paule (1901-1937) et Caroline (1903-1959).
- Clotilde  (Paris 1880 - Rocquencourt 1881).

## Biographie

### Campagnes
Il sert en Orient, lors de la guerre de Crimée en 1854, puis en Algérie de 1855 à 1860, avec un passage en Italie en 1859, de nouveau en Algérie puis en Syrie de 1859 à 1862, au Mexique de 1862 à 1866, enfin lors de la guerre franco-allemande de 1870.

### Affectations
En août 1852, il est engagé volontaire dans le régiment de son oncle Napoléon Joseph Ney, quelques mois après le décès de son cousin du même âge.
En 1861, il est officier aux chasseurs de la Garde impériale.
En 1863, il est promu lieutenant dans un régiment de chasseurs d'Afrique.

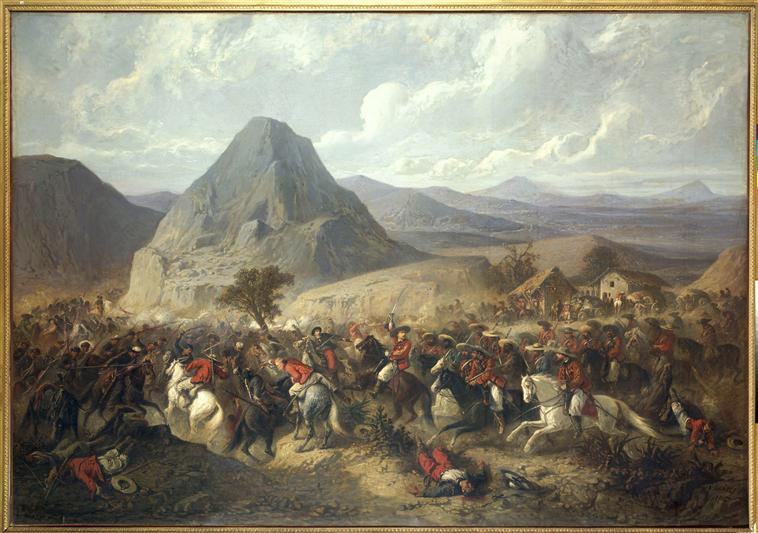
Bataille de Hierba-Buena le 8 juin 1865, Jean-Adolphe Beaucé, 1868, musée de l'Armée (Paris)

Pendant l’expédition du Mexique, il est capitaine, commandant d'une unité de contre-guérilla sous les ordres de Du Pin. Il est nommé chef d'escadron au 6e régiment de hussards après le combat de Yerba-Buena. Il remplace un temps Du Pin et est chargé d'enquêter sur ses « exactions ».
Il sera ensuite colonel du 3e régiment de dragons le 24 août 1870, passera au 9e de lanciers en avril 1871. Il fait partie des colonels de l'armée de Moselle à la suite de l'occupation par l'armée prussienne. Il arrive au 20e de dragons en septembre de la même année pour finir au 6e régiment de chasseurs à cheval en février 1872.
Nommé en 1875 général de division, il commande la cavalerie du 4e corps et en 1877 la troisième division de cuirassiers à Senlis.
En 1881, il est retrouvé mort, tué d'un coup de pistolet, dans une maison qu'il avait louée à Fontenay-aux-Roses. On considère vraisemblablement qu'il s'est suicidé[réf. nécessaire]. Il est inhumé au cimetière du Père-Lachaise (29e division), dans la sépulture où repose son père, son grand-père et d'autres membres de la famille.
Sa veuve Paule se remarie en 1882 avec Victor Masséna, duc de Rivoli.

## Titres
- Il devient le troisième duc d'Elchingen en 1854, à la mort de son père.

## Décorations
- commandeur de la Légion d’honneur
- Médaille d’Italie
- Médaille du Mexique
- Grand-officier du Nichan Iftikhar